# Diecéze Adramyttium
Diecéze Adramyttium je titulární diecéze římskokatolické církve.

## Historie
Adramyttium, identifikovatelné s městem Edremit (Burhaniye-Kemer) v dnešním Turecku, bylo starobylé biskupské sídlo nacházející se v římské provincii Asia I.. Bylo součástí konstantinopolského patriarchátu a sufragánní arcidiecéze Efez.
Ve Skutcích apoštolů uvádí svatý Pavel, že plul do Itálie na lodi z Adramyttia.
Je známo několik biskupů této diecéze. Prvním byl Elladius, který se roku 431 zúčastnil efezského koncilu. Podle autora Lequiena byl biskupem teto diecéze i Aurelius, který se roku 448 zúčastnil konstantinopolské synody. Poté jsou známa jména ještě dalších třinácti biskupů. 
Dnes je využívána jako titulární biskupské sídlo; v současnosti nemá svého titulárního biskupa.

## Seznam biskupů
- Elladius (zmíněn roku 431)
- Aurelius ? (zmíněn roku 448)
- Flavianus (před srpnem 449 – po 451)
- Iulianus (přibližně 519 - 540/541)
- Athanasius (mezi čtvrtým a sedmým stoletím)
- Theodorus (zmíněno roku 680)
- Basilius (zmíněn roku 787)
- Michaelus (zmíněn roku 869)
- Sergius (začátek 11. století)
- Georgius (polovina 11. století)
- Constantinus (polovina 11. století)
- Neznámý (11.–12. století)
- Ioannes (druhá polovina 13. století)
- Gregorius (zmíněn roku 1167)
- Georgius (zmíněn roku 1230)
- Athanasius (13. století)

## Seznam titulárních biskupů
- Jean Heysterbach, O.P. (1436–1447)
- Wilhelm Mader, O. Praem. (1447–1450)
- Martin Dieminger (1450–1460)
- Jodok Seitz, O. Praem. (1460–1471)
- Jakob Goffredi (1471–1473)
- Ulrich Geislinger, O.F.M. (1474–1493)
- Johann Welmecher, O.F.M. (1481–?)
- Johann Kerer (1493–1507)
- Heinrich Negelin (1506–1520)
- Michael Dornvogel (1554–1589)
- Sebastian Breuning (1586–1618)
- Peter Wall (1618–1630)
- Sebastian Müller (1631–1644)
- Kaspar Zeiler (1645–1681)
- John Leyburn (1685–1702)
- Dionisio Resino y Ormachea (1705–1711)
- José Platas (1732–1745)
- Pedro Ponce y Carrasco (1746–1762)
- Miguel Cilieza y Velasco (1765–1767)
- Rafael Lasala Locela, O.E.S.A. (1767–1773)
- Simonas Mikalojus Giedraitis (Szymon Michal Józef Arnold Giedroyć) (1804–1838)
- Michael von Deinlein (1853–1856)
- James Gibbons (1868–1872)
- Louis-Taurin Cahagne (1873–1899)
- Clemente Coltelli, O.F.M. (1900–1901)
- Gabriel-Joseph-Elie Breynat, O.M.I. (1901–1939)
- Joseph-Marie Trocellier, O.M.I. (1940–1958)
- Nicola Agnozzi, O.F.M. Conv. (1962–1966)